# Cameron Kerry
Cameron Kerry (ur. 6 września 1950) – amerykański polityk. Od 1 czerwca 2013 do 26 czerwca 2013 tymczasowy sekretarz handlu Stanów Zjednoczonych. Brat Johna Kerry’ego, byłego sekretarza stanu Stanów Zjednoczonych.
1 czerwca 2013 roku po rezygnacji tymczasowej sekretarz Rebecki Blank związku z objęciem funkcji prezydenta Uniwersytetu Wisconsin–Madison został powołany na tymczasowego sekretarza handlu do czasu powołania nowej sekretarz, którą 26 czerwca 2013 roku została Penny Pritzker.